# Ole von Beust
Carl-Friedrich Arp, barone von Beust, noto come Ole von Beust (Amburgo, 13 aprile 1955), è un politico tedesco, sindaco di Amburgo dal 2001 fino al 2010.
È membro dal 1971 del partito (conservatore) democristiano CDU, è stato protagonista di uno dei più interessanti casi politici legati al tema dell'omosessualità verificatisi in Germania.
Lo scandalo scoppiò nell'agosto 2003, quando Beust licenziò Walter Wellinghausen, principale consulente del vicesindaco Ronald Schill. Schill, dopo un colloquio privato con Beust, fu licenziato a sua volta (Beust avrebbe dichiarato più tardi averlo fatto perché ricattato con la minaccia di dichiarazioni relative alla propria presunta omosessualità), e utilizzò la conferenza stampa dopo il colloquio, fissata in anticipo, per parlare di "relazioni omosessuali", di "un appartamento in un infame quartiere di prostituti", dove "sono successe certe cose che mi fanno sospettare che siano accaduti atti sessuali" tra Beust e Roger Kusch, che Beust aveva nominato al posto di Walter Wellinghausen.
Alle accuse Beust ha ribattuto di essere semplicemente il padrone di casa di Roger Kusch, nonché suo amico intimo da molti anni, e nient'altro.
Sulla questione dell'effettiva omosessualità di Beust stanno, da un lato la dichiarazione di suo padre, che ha ammesso che suo figlio è effettivamente omosessuale, dall'altro quella del diretto interessato, che ha detto di considerare la questione come appartenente alla sua vita privata.
Contrariamente alle aspettative di chi aveva usato il tema omosessuale per danneggiare la carriera politica di von Beust, gli elettori diedero ragione a Beust: nelle elezioni municipali del 29 febbraio 2004, non solo il sindaco democristiano uscente risultò rieletto, ma il suo partito, la CDU, ottenne il 47,2% dei voti, con un guadagno di addirittura 21 punti percentuali sulle elezioni precedenti, ottenendo per la prima volta nella storia di Amburgo di governarla con un monocolore. In seguito all'ultima consultazione, tenutasi nel febbraio del 2008, Beust ha dovuto formare un governo insieme ai Verdi, non disponendo più di una maggioranza assoluta al parlamento regionale.

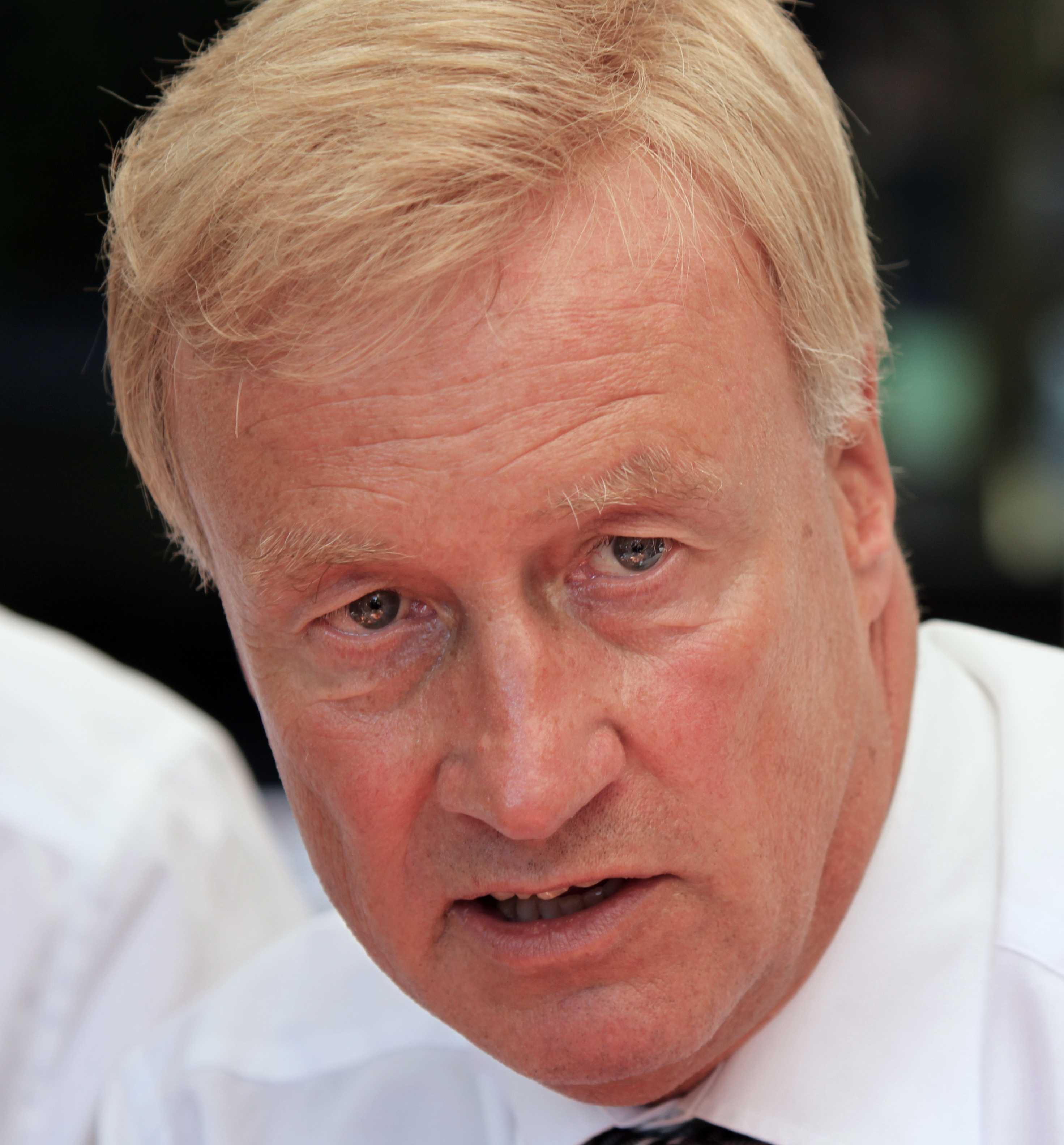
Ole von Beust (2009)